# Mattaincourt
Mattaincourt – miejscowość i gmina we Francji, w regionie Grand Est, w departamencie Wogezy.
Według danych na rok 1990 gminę zamieszkiwało 975 osób, a gęstość zaludnienia wynosiła 164 osoby/km² (wśród 2335 gmin Lotaryngii Mattaincourt plasuje się na 377. miejscu pod względem liczby ludności, natomiast pod względem powierzchni na miejscu 925.).